# Amtsgericht Frankenberg (Eder)

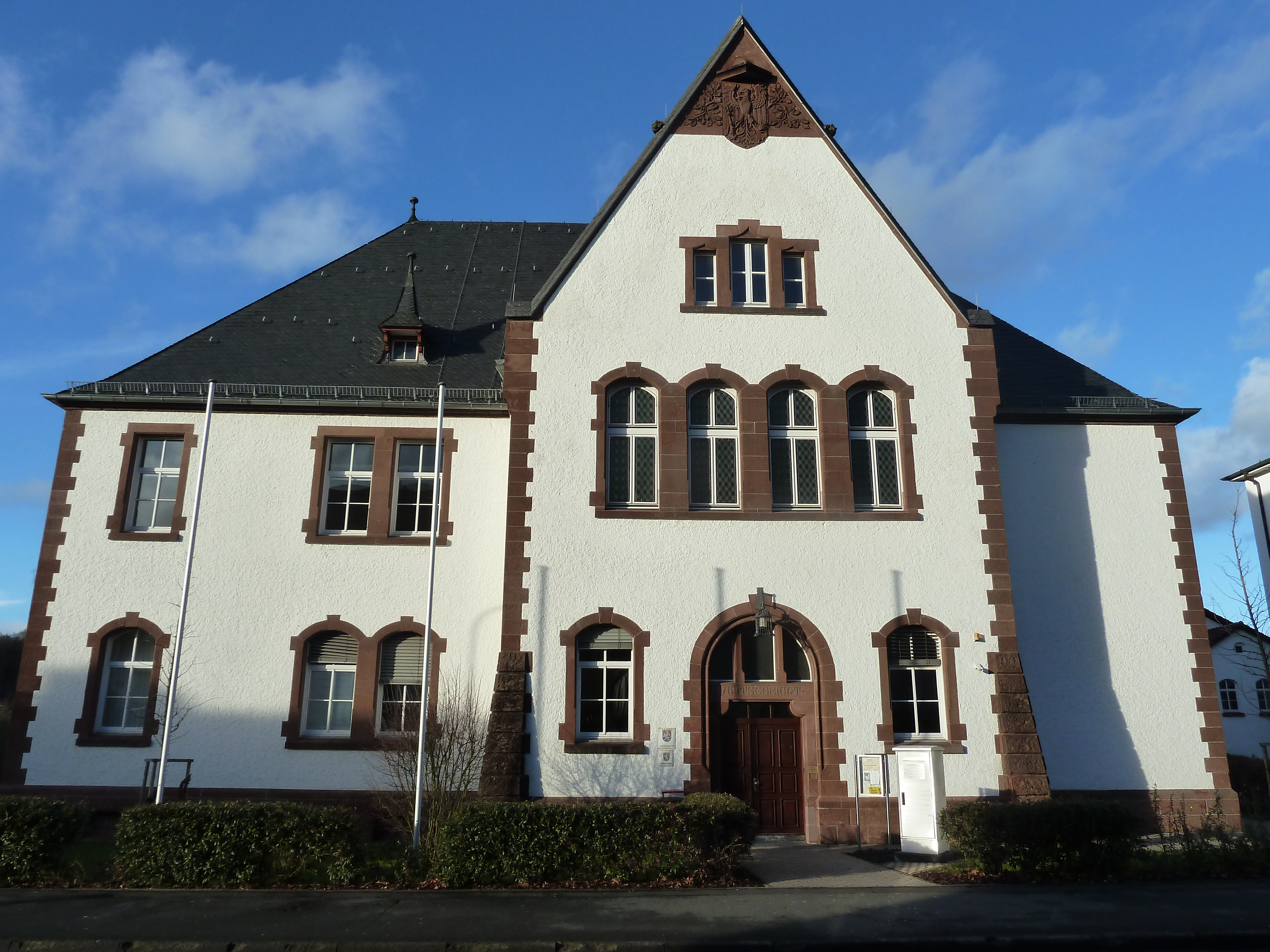
Amtsgericht Frankenberg

Das Amtsgericht Frankenberg (Eder) (AG Frankenberg (Eder)) ist ein Gericht der ordentlichen Gerichtsbarkeit in Frankenberg im Landkreis Waldeck-Frankenberg.

## Gerichtssitz und -bezirk

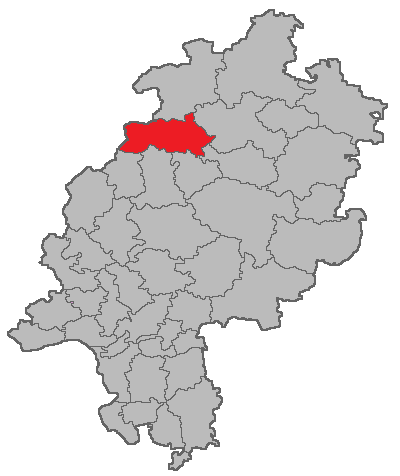
Lage des Amtsgerichtsbezirks Frankenberg in Hessen

Der Sitz des Gerichtes ist in Frankenberg in der Geismarer Straße 22. Der Gerichtsbezirk des Amtsgerichts Frankenberg (Eder) umfasst die Städte und Gemeinden Allendorf, Battenberg, Bromskirchen, Burgwald, Frankenau, Frankenberg, Gemünden, Haina, Hatzfeld und Rosenthal (jeweils inklusive aller Stadt- und Ortsteile). Alle liegen im Landkreis Waldeck-Frankenberg.

## Übergeordnete Gerichte
Dem AG Frankenberg (Eder) übergeordnet ist das Landgericht Marburg. Im weiteren Instanzenzug sind das Oberlandesgericht Frankfurt am Main sowie der Bundesgerichtshof übergeordnet.

## Geschichte
Seit dem Mittelalter bestand das Frankenberger Stadtgericht. Es war Oberhof der Gerichte des Amtes Frankenberg. In der französischen Zeit (1806 bis 1813) war in Frankenberg der Sitz eines Kantons im Werra-Department im Königreich Westphalen. Für den Kanton bestand ein Friedensgericht mit Sitz in Frankenberg.
Mit Edikt vom 29. Juni 1821 wurden in Kurhessen Verwaltung und Justiz getrennt. Nun waren Justizämter für die erstinstanzliche Rechtsprechung zuständig und in Frankenberg wurde das Justizamt Frankenberg eingerichtet.
1831 wurde das Justizamt geteilt. 13 Gemeinden wurden dem neu geschaffenen Justizamt Frankenau zugeordnet. Dieses nahm seinen Sitz ebenfalls im Klostergebäude. Durch Verordnung vom 12. Mai 1852 wurde das Justizamt Frankenau aufgelöst und wieder dem Justizamt Frankenberg zugeteilt.
Nach dem Deutschen Krieg wurde Kurhessen von Preußen annektiert. Das Justizamt wurde ab 1867 als königlich preußisches Amtsgericht Frankenberg weitergeführt. Es war nun dem Kreisgericht Marburg zugeordnet.
1947 verlor das Amtsgericht Battenberg seine Selbständigkeit und wurde zur Zweigstelle des Amtsgerichts Frankenberg. Am 1. Juli 1970 wurde auch diese Zweigstelle aufgehoben und die Rechtsprechung im Amtsgerichts Frankenberg vorgenommen.

## Gebäude

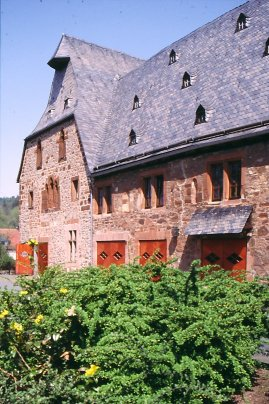
Kloster St. Georgenberg, Sitz des Gerichtes bis 1903

Seit 1567 wurde das Gebäude des aufgehobenen Klosters St. Georgenberg für die örtlichen Behörden genutzt. Daher hatte auch das Justizamt Frankenberg 1821 bis 1867 und das Amtsgericht 1867–1903 seinen Sitz im ehemaligen Kloster. Auch das Justizamt Frankenau nutzte 1831 bis 1852 das Kloster als Dienstsitz.
1901 bis 1903 wurde das heutige Amtsgerichtsgebäude gebaut. Um sicherzustellen, dass das Amtsgericht in der Innenstadt erbaut würde, wurden die Kosten für das benötigte Grundstück in einer Sammelaktion durch die Bürger der Stadt zusammengetragen und das Grundstück in der Geismarer Straße dem Staat geschenkt. Die Justizverwaltung erbaute auf diesem Grundstück das neue Amtsgericht und Gerichtsgefängnis.
Insbesondere nach der Aufhebung des Amtsgerichtes Battenberg war der Platz im Gerichtsgebäude unzureichend. 1980 wurde daher das seit längerem leer stehende Amtsgerichtsgebäude zum Erweiterungsbau umgebaut. Im Jahr 2004 erhielt das Amtsgericht einen zusätzlichen Erweiterungsbau. Nach dessen Einweihung wurde auch die Zweigstelle in Gemünden aufgelöst und in Frankenberg integriert.

## Richter

### Justizamt Frankenau
- 1831–1839: Justizbeamter Karl Buderus
- 1840–1853: Justizbeamter Ludwig Süss

### Justizamt Frankenberg
- 1821–1828: Justizbeamter Johann Heinrich Georg Theiß
- 1828–1831: Justizbeamter Georg Wilhelm Eichenberg
- 1832–1847: Justizbeamter Friedrich Wilhelm Köster
- 1847–1850: Justizbeamter Karl August Faust
- 1850–1852: Justizbeamter Adolf Sabatzky
- 1852–1855: Justizbeamter Emil Keyser
- 1855–1856: Justizbeamter Hermann Budnitz
- 1856–1867: Justizbeamter Wolrad Wilhelmi
- 1867: Justizbeamter Johann Baptist Auth

### Amtsgericht Frankenberg
Das Amtsgericht hatte zwei Amtsrichterstellen
- 1867–1871: Amtsrichter Johann Baptist Auth
- 1867: Amtsrichter Matthias
- 1868–1872: Amtsrichter Carl Schmincke
- 1871–1895: Amtsrichter Josef Ducke (ab 1877: Oberamtsrichter; ab 1879: Oberamtsrat)
- 1872–1889: Amtsrichter Ludwig Calaminus (ab 1877: Oberamtsrichter; ab 1879: Oberamtsrat)
- 1889–1895: Amtsrichter Cellarius
- 1895–1902: Amtsrichter Schor
- 1895–1903: Amtsrichter Karl Wagner
- 1903–1908: Amtsrichter Benneche
- 1903–1924: Amtsrichter Philipp vom Hof (ab 1906: Amtsgerichtsrat)
- 1908–1914: Amtsrichter Paul von Beneckendorf und von Hindenburg
- 1914–1928: Amtsrichter Rehorst
- 1928–1934: Amtsgerichtsrat Hans Emde
- 1932–1933: Amtsgerichtsrat Förster
- 1934–1939: Amtsgerichtsrat Ulrich Stölzel
- 1939–?: Amtsgerichtsrat Heinrich Ludwig
- 1939–?: Amtsgerichtsrat Martin Barckhausen

Heinrich Ludwig und Martin Barckhausen dienten während des Krieges als Offiziere. Während dieser Zeit wurden die Amtsgeschäfte durch wechselnde Vertreter z. B. die eigentlich schon pensionierten Richter Nöll (Battenberg) und von Breidenbach (Biedenkopf) wahrgenommen.
- 1945–1947: Amtsgerichtsrat Ildefons Hruschka
- 1946-: Amtsgerichtsrat Eduard Mengel
- 1947–1950: Amtsgerichtsrat Gottfried Brunk
- 1947–1963: Amtsgerichtsrat Karl Roth
- 1952–1954: Amtsgerichtsrat Waldemar Schaumann
- 1954–1976: Amtsgerichtsrat Eberhard Kill (ab 1976: Direktor des Amtsgerichtes Frankenberg)
- 1963-: Amtsgerichtsrat Horst Klöß
- 1973-: Amtsrichter Hans Jakob Lichtenfeld (ab 1976: Direktor des Amtsgerichtes Frankenberg)
- 1978-: Richter a. Pr. Hansjürgen Hausmann
- 1981-: Richter a. Pr. Jürgen Peter Taszis